# Oliva Poli
 (décembre 2015).
Si vous disposez d'ouvrages ou d'articles de référence ou si vous connaissez des sites web de qualité traitant du thème abordé ici, merci de compléter l'article en donnant les références utiles à sa vérifiabilité et en les liant à la section « Notes et références ».
Oliva Poli est une actrice française née à Paris 14e le 25 février 1929 de parents originaires de Corse, et morte à Montélimar le 22 février 2015.

## Biographie
Elle s'est formée au cours Simon juste après la guerre et rencontre là tous les grands noms de cette génération, comme Marie-José Nat, Maria Casarès, Jean-Louis Barrault.
Elle se marie en 1958 avec Jean Fontenelle, directeur de la photographie et père de deux enfants.
Elle alterne le théâtre et le cinéma.

## Théâtre
- 1967 : Les Justes d'Albert Camus
- 1967 : Andromaque de Jean Racine
- 1967 : Caligula d'Albert Camus

## Filmographie
- 1955 : Cherchez la femme de Raoul André
- 1957 : La Chatte d'Henri Decoin
- 1959 : Les Quatre Cents Coups de François Truffaut
- 1965 : Les Baratineurs de Francis Rigaud
- 1965 : La Mygale
- 1967 : La Peau douce de François Truffaut : Mme Bontemps
- 1967 : Playtime de Jacques Tati
- 1969 : Le Huguenot récalcitrant, téléfilm de Jean L'Hôte : la femme de Boutre